# Шиманський Віктор Йосипович
Віктор Йосипович Шиманський (нар. 19 березня 1975, с. Болячів, Брусиловський р-н, Житомирська область, УРСР) — радянський та український футболіст та тренер, виступав на позиції півзахисника. 

## Кар'єра футболіста
Вихованець ДЮСШ «Спартак» (Житомир), перший тренер — І. Водоп'янов. Дорослу футбольну кар'єру розпочав 1978 року в клубі другої радянської ліги «Спартак» (Житомир), в якому виступав до 1980 року. По ходу сезону 1980 року перебрався до аматорського колективу «Інтеграл» (Вінниця). Наступного року зіграв 19 матчів у Другій лізі СРСР за вінницьку «Ниву». У 1982 році став гравцем хмельницького «Поділля». По ходу сезону перейшов в аматорський клуб «Буревісник» (Кам'янець-Подільський). У 1985 році знову грав за «Поділля», у футболці якого зіграв 26 матчів (1 гол) у Другій радянській лізі. З 1986 року й до розпаду СРСР грав за аматорські колективи ЛВВПУ ЧА (Львів), «Електровимірювач» (Житомир), «Хіммаш» (Коростень), «Верстатобудівник» (Житомир) та «Хімік» (Житомир). 
У 1992 році перейшов до представника обласного чемпіонату «Крок» (Житомир). У сезоні 1993/94 років провів за житомирян 2 матчі в кубку України. З 1995 по 1996 рік виступав в обласному чемпіонаті за житомирський «Будівельник». Під час зимової перерви сезону 1996/97 років підписав професіональний контракт з «Папірником». Дебютував у футболці малинського клубу 16 березня 1997 року в програному (1:3) виїзному поєдинку 16-го туру групи А Другої ліги України проти «Калуша». Віктор вийшов на поле в стартовому складі та відіграв увесь матч. Навесні 1997 року зіграв 5 матчів у Другій лізі, після чого завершив футбольну кар'єру.

## Кар'єра тренера
По завершенні кар'єри гравця розпочав тренерську діяльність. У 2000 році очолив аматорський житомирський клуб «Рудь», в якому пропрацював до 2002 року. Потім також тренував «Кристал» (Коростишів), «Граніт» (Головине) та «Дорожник» (Житомир).